# Japan Soccer League Cup 1982
La Japan Soccer League Cup 1982 è stata la settima edizione del torneo calcistico organizzato dalla Japan Soccer League, massimo livello del campionato giapponese di calcio.

## Formula
Viene confermata la formula con incontri ad eliminazione diretta, a cui prendono parte le venti squadre partecipanti alla Japan Soccer League 1981.

## Date
| Turno            | Data            |                |
| ---------------- | --------------- | -------------- |
| Primo turno      | 4-5 agosto 1982 |                |
| Secondo turno    | 7 agosto 1982   |                |
| Quarti di finale | 8 agosto 1982   |                |
| Semifinali       | 29 agosto 1982  |                |
| Finali           | 30 agosto 1982  | 30 agosto 1982 |

## Risultati

### Primo turno
| Squadra 1         | Risultato | Squadra 2        |
| ----------------- | --------- | ---------------- |
| Furukawa Electric | 3 - 1     | Yomiuri          |
| Teijin Matsuyama  | 2 - 1     | Saitama Teachers |
| Nippon Steel      | 1 - 0     | Hitachi          |
| Fujita Kogyo      | 10 - 0    | Kofu Club        |

### Secondo turno
| Squadra 1         | Risultato            | Squadra 2     |
| ----------------- | -------------------- | ------------- |
| Mitsubishi HI     | 4 - 1                | Toyota Motors |
| Furukawa Electric | 6 - 1                | Nissan Motors |
| Sumitomo Metals   | 1 - 1 4 - 1 (d.c.r.) | Teijin        |
| Nippon Kokan      | 1 - 1 5 - 4 (d.c.r.) | Fujitsu       |
| Yamaha Motors     | 1 - 0                | Tanabe Pharma |
| Toshiba           | 1 - 1 4 - 3 (d.c.r.) | Nippon Steel  |
| Yanmar Diesel     | 1 - 1 6 - 5 (d.c.r.) | Fujita Kogyo  |
| Honda Motor       | 3 - 1                | Mazda         |

### Quarti di finale
| Squadra 1       | Risultato | Squadra 2         |
| --------------- | --------- | ----------------- |
| Mitsubishi HI   | 3 - 4     | Furukawa Electric |
| Sumitomo Metals | 0 - 6     | Nippon Kokan      |
| Yamaha Motors   | 1 - 0     | Toshiba           |
| Yanmar Diesel   | 3 - 0     | Honda Motor       |

### Semifinali
| Squadra 1         | Risultato            | Squadra 2     |
| ----------------- | -------------------- | ------------- |
| Furukawa Electric | 1 - 1 4 - 3 (d.c.r.) | Nippon Kokan  |
| Yanmar Diesel     | 1 - 1 4 - 2 (d.c.r.) | Yamaha Motors |

### Finale
| Shizuoka 30 agosto 1982, ore 18:45 UTC+9                                 | Furukawa Electric | 3 – 2            | Yanmar Diesel |  |
| \| \| \| \| \| Yoshida Yoshida Kanno \| Marcatori \| Uenishi Hasegawa \| |                   |                  |               |  |
|                                                                          |                   |                  |               |  |
| Yoshida Yoshida Kanno                                                    | Marcatori         | Uenishi Hasegawa |               |  |